# Krebsregister Saarland
Das Krebsregister Saarland ist das Krebsregister des Saarlandes und besteht seit 1967, womit es das zweitälteste in Deutschland ist. Die erhobenen Daten sind patientenbezogen (um Mehrfacheintragungen, z. B. bei Arztwechsel zu vermeiden) und enthalten weitere Angaben wie Geschlecht, Alter und Risikofaktoren für eventuelle (epidemiologische) Studienzwecke. Dabei wurde auf strenge Datenschutzvorschriften geachtet. Unter den Krebsregistern der einzelnen Bundesländer sticht es neben seinem Alter auch durch einen niedrigen DCO-Anteil hervor. 
Rechtsgrundlage ist das Saarländische Krebsregistergesetz (SKRG) vom 6. Februar 2002. 